# Мангаиа (аэропорт)
Аэропорт Мангаиа (ИАТА: MGS, ИКАО: NCMG) - это аэропорт на Мангаиа на Островах Кука. В 2007 году аэропорт получил 5 миллионов долларов США на развитие.

## Внешние ссылки
- Mangaia Terminal Image